# Serie 180-0401 a 0403 de Renfe
La serie 180-0401 a 0403 de Renfe fue un conjunto de tres locomotoras de vapor de fabricación británica que estuvieron operando primero con el Ferrocarril Lorca-Baza-Águilas y después con RENFE durante la primera mitad del siglo XX.

## Historia
Originalmente fueron adquiridas por The Great Southern of Spain Railway Company Limited, empresa de capital británico que estuvo operando en el Sureste español durante el primer tercio del siglo XX. Durante muchos años fueron habituales en las líneas Lorca-Baza y Almendricos-Águilas, arrastrando trenes de mineral hasta el puerto de Águilas. Estas locomotoras han pasado a la historia por ser las únicas representantes del sistema Kitson en los ferrocarriles españoles.
En 1941, tras la nacionalización de los ferrocarriles de ancho ibérico, pasaron a manos de RENFE.
En 1947 fueron trasladadas del depósito de Águilas al de Córdoba-Cercadilla. Pasaron a ser empleadas para la tracción de conyoyes en la línea Córdoba-Almorchón, donde sustituyeron a las locomotoras recientemente retiradas de la serie serie 062 0401 a 0406. La necesidad de un mantenimiento muy escrupuloso y complejo las fue apartando hasta su retirada en 1953, año en que fueron desguazadas. Se las sustituyó por las 0-4-0 de la serie 2351-90, las antiguas «700» de MZA.
Las Kitson-Meyer españolas apenas fueron fotografiadas y tampoco se preservó ningún ejemplar, al ser todas ellas desguazadas tras su retirada del servicio. En todo el mundo existen 10 unidades salvadas del desguace, dos de ellas están en Chile.